# Adam Sedgwick (zoolog)
Adam Sedgwick, född 28 september 1854 i Norwich, död 27 februari 1913, var en brittisk zoolog. Han tillhörde samma släkt som geologen Adam Sedgwick.
Sedgwick blev 1907 professor i zoologi och jämförande anatomi i Cambridge och 1909 professor i zoologi vid Imperial College of Science and Technology i London. Han utförde viktiga undersökningar rörande ryggradsdjurens anatomi och embryologi. Av stor betydelse var hans grundliga forskning över Peripatus, vilken han nedlade i ett stort antal skrifter. Hans handbok A Students Textbook of Zoology (tre delar, 1905) användes även vid de svenska högskolorna.